# Siegfried Wagner
Siegfried Wagner (6. června 1869 – 4. srpna 1930) byl německý hudební skladatel a dirigent, v letech 1908 – 1930 umělecký ředitel Hudebních slavností v Bayreuthu, syn Richarda Wagnera a vnuk Ference Liszta.

## Mládí
Siegfried se narodil v roce 1869 skladateli Richardu Wagnerovi a jeho manželce Cosimě Wagnerové (rozené Lisztové), v Tribschenu na jezeře Lucern ve Švýcarsku. Byl tak nejen synem významného skladatele, ale přes svou matku rovněž vnukem dalšího velkého hudebního autora – Franze Liszta. Siegfried začal komponovat už v dětském věku a jeho nejstarší skladby vznikly někdy kolem roku 1882. Po ukončení středoškolského vzdělání se začal v roce 1889 intenzivněji věnovat hudbě u žáka svého otce Engelberta Humperdincka, ale stále více ho lákala architektura, kterou nakonec studoval v Berlíně a Karlsruhe.
V roce 1892 podnikl se svým přítelem, anglickým skladatelem Clementem Harrisem cestu do Asie, v jejímž průběhu se rozhodl opustit architekturu a vrátit se zpět k hudbě. Dle některých Siegfriedových životopisců došlo během této cesty mezi Siegfriedem a Clementem Harrisem údajně k intimnímu sblížení. Zde Siegfried rovněž načrtl svou první oficiální práci, symfonickou báseň Sehnsucht, inspirovanou stejnojmennou básní Friedricha Schillera. Toto dílo bylo ale dokončeno až těsně před koncertem, který Siegfried Wagner osobně dirigoval v Londýně 6. června 1895.

## Dirigent a neuznaný skladatel
V roce 1894 Siegfried Wagner debutoval jako asistent dirigenta v Bayreuthu a v roce 1896 se stal tamtéž dirigentem zodpovědným za provedení Prstenu Nibelungova, a to spolu s Felixem Mottlem a Hansem Richterem. První samostatnou inscenaci, jako režisér a dirigent, provedl v Bayreuthu v roce 1901. Dirigování ale Siegfried považoval po celý svůj život za podřadnou činnost a sám sebe vnímal především jako skladatele. I přes svou nechuť k dirigování patřil mezi žádané a uznávané dirigenty a koncertoval ve všech hlavních městech Evropy. V roce 1899 pak měla konečně premiéru jeho první opera, Medvědí kůže (Der Bärenhäuter), a v následujících letech složil ještě dalších 18 oper. Jako skladatel nikdy nedosáhl úspěchů svého otce, což ho po celý život trápilo a toto protivenství osudu přičítal tomu, že se proti němu spiknul „židovský tisk“ ve snaze cíleně ho poškodit, jelikož byl synem antisemity Richarda Wagnera. V roce 1908 převzal Siegfried po své matce Cosimě místo uměleckého ředitele festivalu v Bayreuthu.

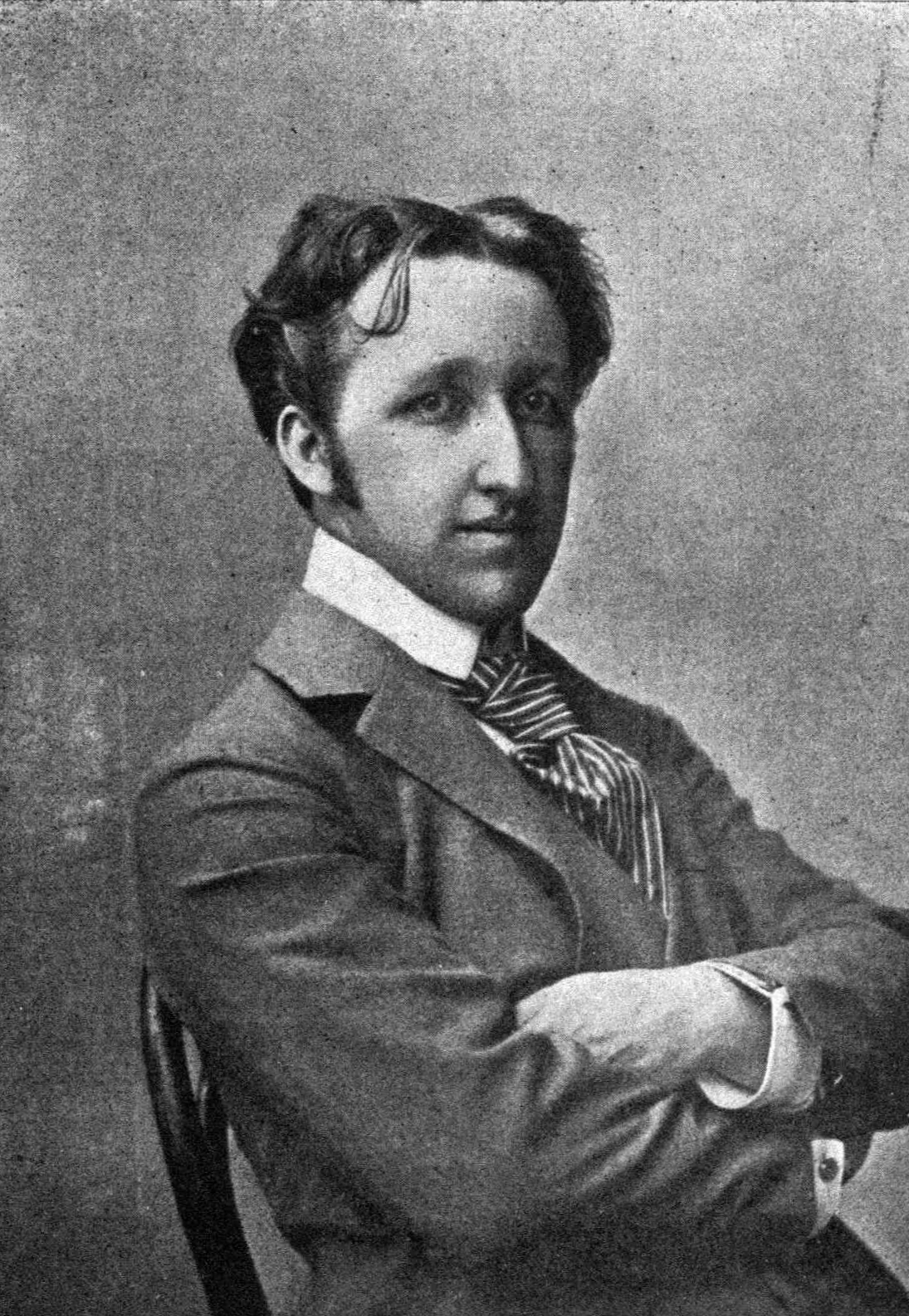
Siegfried Wagner (1896)

| „                                               | Jsou lidé, kteří by ze mne chtěli udělat tragickou postavu. Dívají se na mne se soucitným úsměvem a to, co si myslí, by se dalo vyjádřit takto: „Chudáku člověče, jak tě musí tížit břímě slávy tvého olbřímího otce! Jak s tebou cítíme! A to máš opovážlivost ještě sám vystupovat jako operní skladatel a jsi tak bláhový, že věříš, že se tím prosadíš! Ubohý, politováníhodný člověče!“ Na to já odpovídám: „To opravdu vypadám tak utlačený a zdrcený, milý čtenáři? To by mě mrzelo, kdybych vzbuzoval takový dojem, protože se cítím při velmi dobré mysli i zdraví. Ale rád přiznávám, že leccos pro mě není zrovna snadné.“ | “ |
| — Siegfried Wagner:Erinnerungen. Stuttgart 1922 | |   |

## Osobní život
Siegfried Wagner byl bisexuální. Jeho matka ho po dlouhé roky marně nutila, aby uzavřel manželství a zachoval tak rod Wagnerů, který by si tak mohl prostřednictvím dalších dědiců i nadále udržovat vliv nad finančně velmi výnosným hudebním odkazem Richarda Wagnera a také nad dalším „rodinným podnikem“ - festivalem v Bayreuthu.
Kolem roku 1913 matčin tlak na Siegfieda vzrostl v důsledku Harden-Eulenburské aféry, v níž novinář Maximilian Harden obvinil několik osobností veřejného života, zejména Filipa, knížete Eulenburg-Hertefeldského, přítele císaře Viléma II., z homosexuality. V této atmosféře se už Siegfried nemohl manželství vyhnout. Rodina mu tedy našla vhodnou ženu, sedmnáctiletou Angličanku Winifred Klindworthovou (rozenou Williamsovou), kterou po smrti jejích rodičů vychovával klavírista, dirigent a příznivec nacionálního socialismu Karl Klindworth, nadšený wagnerián a žák Franze Liszta. Winifred byla od malička vychovávána v lásce k hudbě Richarda Wagnera a setkání se členy jeho rodiny bylo pro ni velkým zážitkem. Do pětačtyřicetiletého Siegfrieda Wagnera se okamžitě a bezhlavě zamilovala a 22. 9. 1915 se za něj plná nadšení také provdala. Manželé měli čtyři děti:
- Wieland (1917-1966)
- Friedlinde (1918-1991)
- Wolfgang (1919-2010)
- Verena (nar. 1920)

Přestože manželství bylo zpočátku velmi šťastné a zachovalo dynastickou posloupnost v rodině, udržoval Siegfried i nadále homosexuální vztahy. Petr Pachl, jeden ze Siegfriedových životopisců, navíc tvrdil, že v roce 1901 Siegfried zplodil nemanželského syna, Waltera Aigna (1901-1977). Nicméně toto tvrzení zůstává sporné a chybí pro ně důkazy.

## Vztahy k NSDAP
Siegfried a Winifred Wagnerovi byli už od roku 1922 v těsném kontaktu s NSDAP a od roku 1923 patřili k aktivním příznivcům strany. S Adolfem Hitlerem se poprvé osobně setkali 1. 10. 1923 v Bayreuthu, kde Hitler svým vystupováním silně zapůsobil především na Winifred a jejího švagra Houstona Stewarta Chamberlaina. Hitler navázal těsné kontakty s rodinou, jelikož si velmi dobře uvědomoval případný propagantistický význam festivalu, který byl věnován památce jeho nejmilovanějšího skladatele. Ještě téhož roku skončil Hitler ve vězení a rodina Wagnerů dělala vše pro jeho propuštění, což jim nikdy nezapomněl. V roce 1924 vyrazili manželé Wagnerovi do USA, kde se snažili získat peníze na znovuobnovení festivalu (ten byl v letech 1914 – 1924 přerušen), ale liberální tisk ostře vystoupil proti antisemitským výrokům Siegfrieda Wagnera, proti angažovanosti rodiny ve prospěch NSDAP a rovněž bylo veřejnosti odhaleno, že rodina Wagnerů disponuje obrovským majetkem, takže žádnou finanční pomoc ani nepotřebuje. Manželé se tedy bez úspěchu vracejí zpět do Evropy, přes Řím, kde se setkají s Mussolinim. Neúspěch v USA nezabrání přípravám na znovuzahájení festivalu a ten je 22. července 1924 obnoven. Siegfried a Winifred se nadále snaží propagovat dílo Richarda Wagnera, ale v politických názorech se stále více rozcházejí. Siegfried se i přes svůj neskrývaný antisemitismus nikdy nestane členem NSDAP a odmítá se aktivně angažovat ve věcech nacismu. Winifred je naproti tomu váženou členkou strany. Sám Hitler říkal: „Siegfried – osobně byl mým přítelem, politicky byl pasivní !“ (Hitler – Monology, str. 308). Zvláštní je i to, že Siegfried opakovaně prohlašoval, že Židy nesnáší, ale zároveň odmítal propustit zaměstnance židovského původu, kteří pracovali pro Bayreuth.

## Siegfriedova smrt
Siegfried Wagner zemřel v Bayreuthu na srdeční infarkt v roce 1930, během namáhavých režijních a orchestrálních zkoušek. Svou matku Cosimu přežil o pouhé čtyři měsíce. Vzhledem k tomu, že jeho dva synové ještě nebyli dospělí, převzala jeho funkci na festivalu v Bayreuthu vdova Winifred Wagnerová, která festival vedla až do roku 1945.

## Opery Siegfrieda Wagnera
- Der Bärenhäuter, uvedeno 1899, Mnichov
- Herzog Wildfang, uvedeno 1901, Mnichov
- Der Kobold, uvedeno 1904, Hamburg
- Bruder Lustig, uvedeno 1905, Hamburg
- Sternengebot, uvedeno 1908, Hamburg
- Banadietrich, uvedeno 1910, Karlsruhe
- Das Liebesopfer, dokončeno 1917
- Schwarzschwanenreich, uvedeno 1918, Karlsruhe
- Sonnenflammen, uvedeno 1918, Darmstadt
- Der Heidenkönig, uvedeno 1933, Kolín nad Rýnem
- Der Friedensengel, uvedeno 1926, Karlsruhe
- An allem ist Hütchen Schuld!, uvedeno 1917, Stuttgart
- Der Schmied von Marienburg uvedeno 1923, Rostock
- Rainulf und Adelasia, 1923, Rostock
- Die heilige Linde, 1924, Rudolstadt
- Wahnopfer, 1928, nedokončeno
- Walamund 1928, nedokončeno
- Das Flüchlein, das Jeder mitbekam, 1929, nedokončeno